# Héron (commune)
Pour les articles homonymes, voir Héron (homonymie).
Héron (en wallon Héron) est une commune francophone de Belgique située en Région wallonne dans la province de Liège, ainsi qu'une localité où siège son administration.

## Géographie
La commune appartient à la région géographique de la Hesbaye.
Sis à flanc de coteau, le village de Héron est dominé par son église Saint-Martin, reconstruite en 1753.

### Sections de commune
La commune de Héron englobe les anciennes communes suivantes :
| # | Nom            | Superf. (km2) | Habitants (2020) | Habitants par km2 | Code INS |
| - | -------------- | ------------- | ---------------- | ----------------- | -------- |
| 1 | Héron          | 12,25         | 1.216            | 99                | 61028A   |
| 2 | Lavoir         | 4,51          | 342              | 76                | 61028B   |
| 3 | Couthuin       | 15,99         | 2.862            | 179               | 61028C   |
| 4 | Waret-l'Évêque | 5,65          | 1.056            | 187               | 61028D   |

### Hameaux
Comme les autres villages, le village de Héron compte des hameaux : Boingt et Forseilles et des lieux-dits : Bas de village, Bois planté, Lonu et Malheurs.

### Communes limitrophes
|            | Burdinne |       |
| Fernelmont | Héron    | Wanze |
|            | Andenne  | Huy   |

## Démographie

### Démographie: Avant la fusion des communes
- Source : DGS recensements population

### Démographie: Commune fusionnée
En tenant compte des anciennes communes entraînées dans la fusion de communes de 1977, on peut dresser l'évolution suivante :
Les chiffres des années 1831 à 1970 tiennent compte des chiffres des anciennes communes fusionnées.
- Source : DGS, de 1831 à 1981=recensements population ; à partir de 1990 = nombre d'habitants chaque 1er janvier[1]

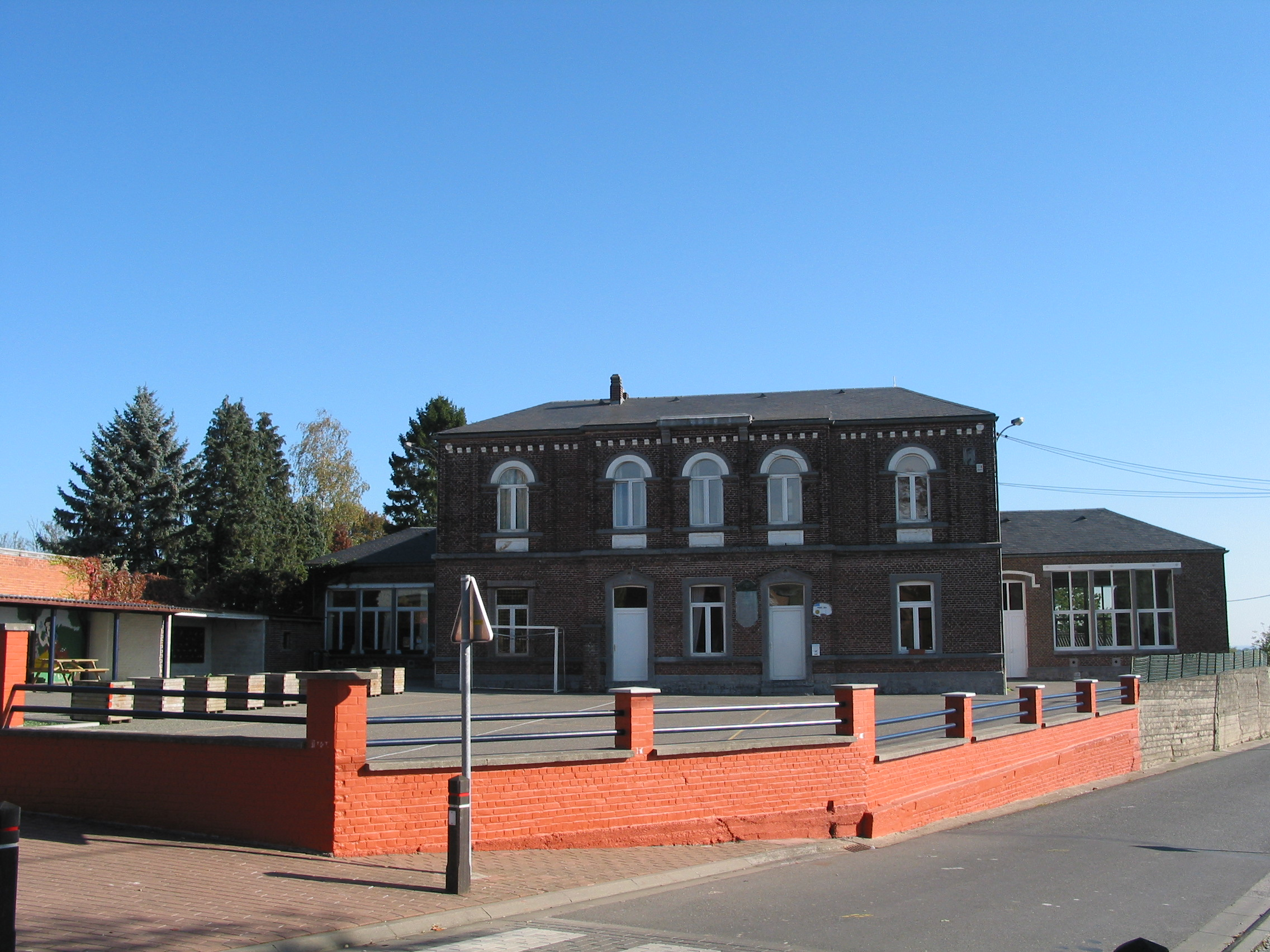
Bâtiment en rue Saint Martin, siège du CPAS de Héron et de la bibliothèque communale. Auparavant, il a abrité l'école des garçons et des filles, l'ancienne maison communale et la justice de Paix (1866).

|                                              | Nombre   | Répartition |                      |
|                                              |          | La commune  | Communes limitrophes |
| Total Europe                                 | 98       | 83,8 %      | 79,8 %               |
| Total UE 28                                  | 92       | 78,6 %      | 73,9 %               |
| Total Asie                                   | De 1 à 3 | 0,9 %       | 4,8 %                |
| Total Afrique                                | 10       | 8,5 %       | 12,0 %               |
| Total Amérique                               | De 1 à 3 | 2,6 %       | 1,8 %                |
| Total Océanie                                | De 1 à 3 | 1,7 %       | 0,2 %                |
| Autre                                        | De 1 à 3 | 2,6 %       | 1,4 %                |
| Total Etrangers                              | 117      | 100%        | 100%                 |
| Part des étrangers dans la population totale |          | 2,3%        | 3,6%                 |

| Nationalités | Nombre   |
| ------------ | -------- |
| Italie       | 43       |
| France       | 26       |
| Espagne      | 5        |
| Portugal     | 5        |
| Suisse       | De 1 à 3 |

## Histoire
La première mention de la localité remonte au 1083, mais le site pourrait être peuplé depuis l'époque belgo-romaine. En 1136, l'église de Héron devient fief du monastère de chanoines réguliers de Saint-Gilles à Liège.
En 1321, le village fut brûlé par le comte de Namur. À la suite des guerres du XVIIe siècle, les registres paroissiaux furent détruits en 1692.
Dès le XIVe siècle, Héron était un site d'extraction de plomb et d'argent. Dès le XIXe siècle, on y exploitait des mines de fer et des carrières de pierre à bâtir et de pierre de taille. Ces industries ont amené une forte immigration vers la commune.

## Héraldique
|  | La commune possède des armoiries qui lui ont été octroyées le 15 juillet 2003. Les armoiries sont divisées en quatre pour symboliser les quatre anciennes communes fusionnées en 1977. Elles sont inspirées des armoiries de l'ancien Comté de Moha auquel la région appartenait historiquement. Les armoiries de Moha représentaient un canton libre rouge en argent. Le quatrième quartier a été ajouté pour symboliser l'importance de l'agriculture et de l'exploitation minière dans la commune. Blasonnement : Écartelé au 1 de gueules, aux 2 et 3 d'argent, au 4 d'azur chargé d'un pic de mineur et d'une faux d'or passés en sautoir. Source du blasonnement : Heraldy of the World. |

## Politique et administration

### Conseil et collège communal 2024-2030
Ci-dessous, le tableau des résultats des élections communales de 2024.
| Parti | Parti             | Voix (2024) | Voix (2018) | % (2024) | % (2018) | +/-    | Sièges | +/- | Collège |
| ----- | ----------------- | ----------- | ----------- | -------- | -------- | ------ | ------ | --- | ------- |
|       | ENTENTE CITOYENNE | 1.368       | -           | 38,11%   | -        | 0.0 %  | 7 / 17 | 7.0 | Oui     |
|       | LB                | 1.790       | 1.550       | 49,86%   | 45,24%   | 4.62 % | 9 / 17 | 0.0 | Oui     |
|       | Vert-Héron        | 432         | -           | 12,03%   | -        | 0.0 %  | 1 / 17 | 1.0 | Non     |
|       | ECOLO OuVert      | -           | 526         | -        | 15,35%   | 0.0 %  | - / 17 | 2.0 | Non     |
|       | Ent.Citoyenne     | -           | 1.104       | -        | 32,22%   | 0.0 %  | - / 17 | 6.0 | Non     |
|       | VousHéron         | -           | 246         | -        | 7,18%    | 0.0 %  | - / 17 | 0.0 | Non     |
| Total | Total             | 3 590       | 3 426       | 100 %    | 100 %    |        | 17     |     |         |

| Collège communal  |                         |                           |
| ----------------- | ----------------------- | ------------------------- |
| Bourgmestre       | Éric Hautphenne         | PS - Liste du Bourgmestre |
| 1er Échevin       | Christophe Mathieu      | PS - Liste du Bourgmestre |
| 2e Échevine       | Jessica Loest           | Liste du Bourgmestre      |
| 3e Échevine       | Marie Marchal-Lardinois | PS - Liste du Bourgmestre |
| 4e Échevin        | Philippe Thise          | PS - Liste du Bourgmestre |
| Président du CPAS | René Delcourt           | MR - Entente Citoyenne    |

### Jumelage
La commune de Héron est jumelée avec :
- Puy-l'Évêque (France) depuis le 5 mai 2007.

## Économie
En 2012, parmi les 589 communes belges, elle se situait à la 300e place par rapport au revenu moyen net par habitant le plus élevé et à la 459e place par rapport aux prix des terrains à bâtir les plus chers.
La brasserie de Marsinne à Couthuin produit la bière Léopold 7.